# Bengt-Johan Gullberg

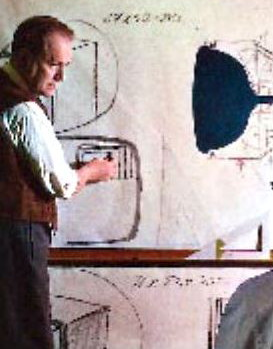
Bengt-Johan Gullberg.

Bengt-Johan Gustaf Gullberg, född 2 oktober 1919 i Stockholm, död 17 september 2015 i Enskede, var en svensk arkitekt och formgivare. Han var son till textilkonstnärinnan Elsa Gullberg.

## Biografi

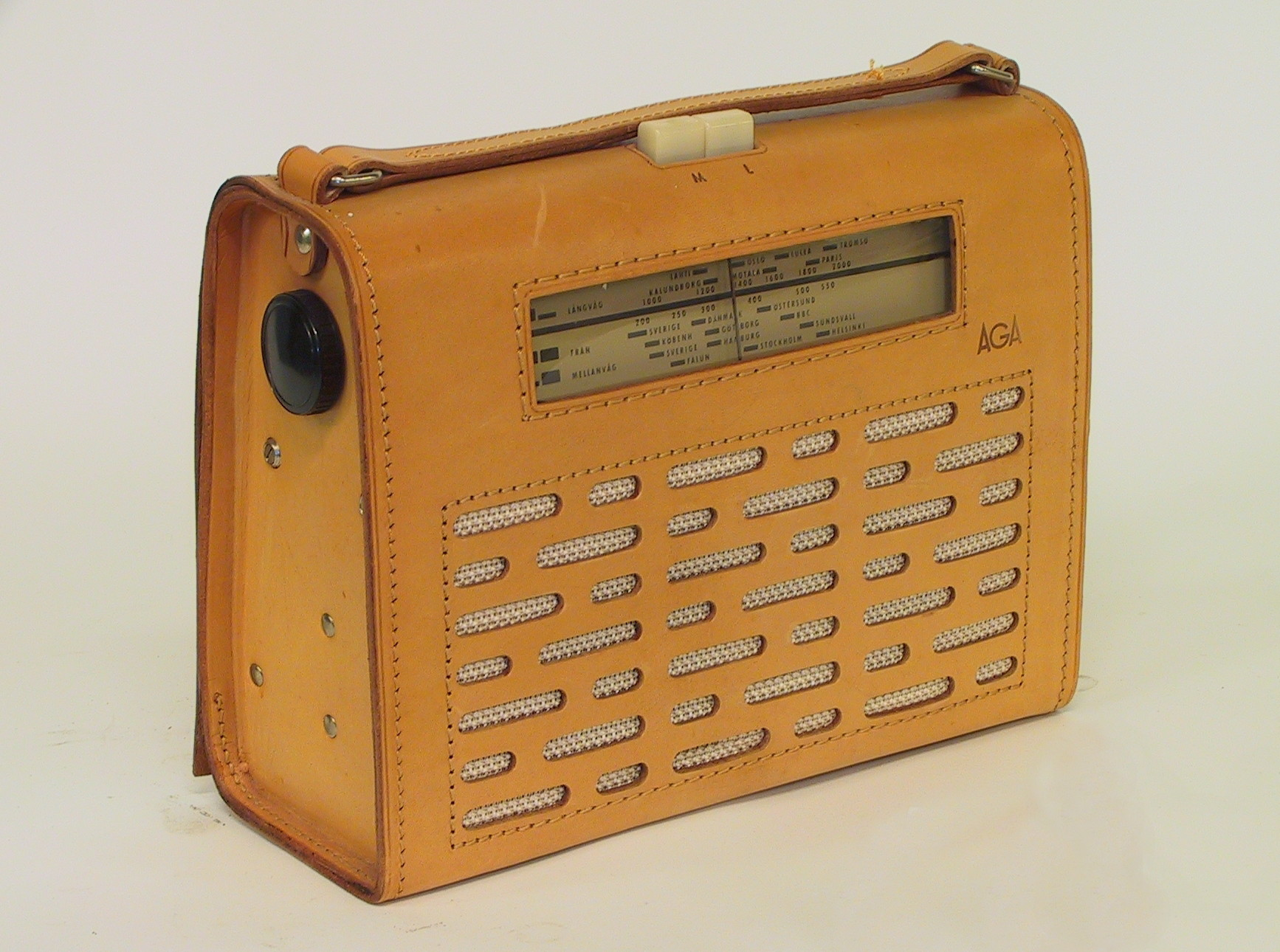
AGA transistorradio med läderfodral, 1958.

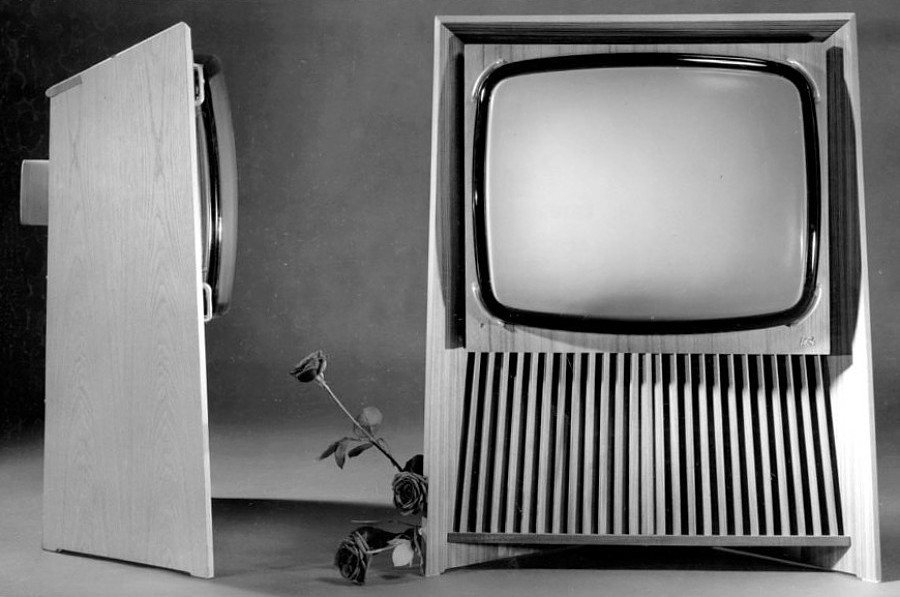
Hörnteven "Prisma", 1963.

Efter arkitektstudier vid Kungliga Tekniska högskolan under mitten av 1930-talet for Gullberg till Berlin för ytterligare studier under åren 1938 till 1939. Han blev tidigt engagerad i moderns verksamhet, firman  Elsa Gullbergs Textil och Inredningar AB, där han ägnade sig åt formgivning av möbler och textiler. Sin första fåtölj ritade han 1943, då var han 24 år gammal. År 1948 blev han verkställande direktör för firman. 
I mitten av 1940-talet utvecklade han ”Det byggbara köket”, som var en fabriksproducerad och standardiserad köksinredning som såldes i ”platta paket”. Det var en absolut nyhet i en tid då kök fortfarande byggdes av snickare på platsen. Till serien hörde även garderober, hurtsar och arbetsskivor som fungerade som rumsavdelare. 
Efter skilda uppfattningar om hur Elsa Gullbergs företag skulle ledas lämnade han firman 1952 och startade egen verksamhet som formgivare med försäljning av egna produkter parallellt med uppdrag. Bland hans tidiga arbeten märks taklampan ”Klocka” som han ritade 1948 och fortfarande (2020) är i produktion. En annan klassiker som också tillverkas fortfarande är bordet A2 (”Multi table”) med träkantad laminatskiva. Bordets underrede utgörs av en smäcker metallställning som kunde vändas på olika sätt och gav bordet tre olika höjder.
På 1950-talet blev han industridesigner hos företaget AGA och ansvarig för radio- och tv-design. Bland arbeten där märks speciellt AGA Prisma (”hörnteven”) en tv-apparat som var tänkt att ställas i rumshörnet och AGA Mobil (”gravstenen”) som kunde rullas fram till tv-soffan. Prisma ritade Gullberg redan 1957 men kunde av tillverkningstekniska skäl lanseras först 1963. Den blev mycket uppmärksammad men sålde dålig.
Bengt-Johan Gullberg är begravd på Galärvarvskyrkogården i Stockholm.

## Projekt och uppdragsgivare (urval)
- Turitz & Co
- Nytt sortiment för EPA
- Svenska Cellulosa Aktiebolaget.
- Utveckling av byggbara kök
- Elsa Gullberg Textilier & Inredning. VD 1948–1952
- AGA (radio- och TV-apparater)
- ASEA (färgsättning av motorer och transformatorer)